# Microsomyces psammoechi
Microsomyces psammoechi är en svampart som beskrevs av Thaxt. 1931. Microsomyces psammoechi ingår i släktet Microsomyces och familjen Laboulbeniaceae.   Inga underarter finns listade i Catalogue of Life.